# Llista d'asteroides/194001-194100
| Nom      | Designació provisional | Data de descobriment   | Lloc de descobriment | Descobridor/s  |
| -------- | ---------------------- | ---------------------- | -------------------- | -------------- |
| 194001 - | 2001 RV155             | 12 de setembre de 2001 | Kitt Peak            | Spacewatch     |
| 194002 - | 2001 SG1               | 17 de setembre de 2001 | Desert Eagle         | W. K. Y. Yeung |
| 194003 - | 2001 SP2               | 17 de setembre de 2001 | Desert Eagle         | W. K. Y. Yeung |
| 194004 - | 2001 SB5               | 18 de setembre de 2001 | Kleť                 | Kleť           |
| 194005 - | 2001 SH5               | 16 de setembre de 2001 | Socorro              | LINEAR         |
| 194006 - | 2001 SG10              | 19 de setembre de 2001 | Anderson Mesa        | LONEOS         |
| 194007 - | 2001 SX12              | 16 de setembre de 2001 | Socorro              | LINEAR         |
| 194008 - | 2001 SE17              | 16 de setembre de 2001 | Socorro              | LINEAR         |
| 194009 - | 2001 SE18              | 16 de setembre de 2001 | Socorro              | LINEAR         |
| 194010 - | 2001 SC19              | 16 de setembre de 2001 | Socorro              | LINEAR         |
| 194011 - | 2001 SX20              | 16 de setembre de 2001 | Socorro              | LINEAR         |
| 194012 - | 2001 SX25              | 16 de setembre de 2001 | Socorro              | LINEAR         |
| 194013 - | 2001 SO27              | 16 de setembre de 2001 | Socorro              | LINEAR         |
| 194014 - | 2001 SS28              | 16 de setembre de 2001 | Socorro              | LINEAR         |
| 194015 - | 2001 SK29              | 16 de setembre de 2001 | Socorro              | LINEAR         |
| 194016 - | 2001 SR30              | 16 de setembre de 2001 | Socorro              | LINEAR         |
| 194017 - | 2001 SF33              | 16 de setembre de 2001 | Socorro              | LINEAR         |
| 194018 - | 2001 SD34              | 16 de setembre de 2001 | Socorro              | LINEAR         |
| 194019 - | 2001 SQ34              | 16 de setembre de 2001 | Socorro              | LINEAR         |
| 194020 - | 2001 SF36              | 16 de setembre de 2001 | Socorro              | LINEAR         |
| 194021 - | 2001 SG36              | 16 de setembre de 2001 | Socorro              | LINEAR         |
| 194022 - | 2001 SC38              | 16 de setembre de 2001 | Socorro              | LINEAR         |
| 194023 - | 2001 SW39              | 16 de setembre de 2001 | Socorro              | LINEAR         |
| 194024 - | 2001 SJ40              | 16 de setembre de 2001 | Socorro              | LINEAR         |
| 194025 - | 2001 SN50              | 16 de setembre de 2001 | Socorro              | LINEAR         |
| 194026 - | 2001 SG51              | 16 de setembre de 2001 | Socorro              | LINEAR         |
| 194027 - | 2001 SH58              | 17 de setembre de 2001 | Socorro              | LINEAR         |
| 194028 - | 2001 SQ62              | 17 de setembre de 2001 | Socorro              | LINEAR         |
| 194029 - | 2001 SK64              | 17 de setembre de 2001 | Socorro              | LINEAR         |
| 194030 - | 2001 SN70              | 17 de setembre de 2001 | Socorro              | LINEAR         |
| 194031 - | 2001 SQ75              | 19 de setembre de 2001 | Anderson Mesa        | LONEOS         |
| 194032 - | 2001 SV77              | 19 de setembre de 2001 | Socorro              | LINEAR         |
| 194033 - | 2001 SD78              | 19 de setembre de 2001 | Socorro              | LINEAR         |
| 194034 - | 2001 SU78              | 19 de setembre de 2001 | Socorro              | LINEAR         |
| 194035 - | 2001 SU81              | 20 de setembre de 2001 | Socorro              | LINEAR         |
| 194036 - | 2001 SA84              | 20 de setembre de 2001 | Socorro              | LINEAR         |
| 194037 - | 2001 SW84              | 20 de setembre de 2001 | Socorro              | LINEAR         |
| 194038 - | 2001 SV87              | 20 de setembre de 2001 | Socorro              | LINEAR         |
| 194039 - | 2001 SF88              | 20 de setembre de 2001 | Socorro              | LINEAR         |
| 194040 - | 2001 SY91              | 20 de setembre de 2001 | Socorro              | LINEAR         |
| 194041 - | 2001 SZ93              | 20 de setembre de 2001 | Socorro              | LINEAR         |
| 194042 - | 2001 SL95              | 20 de setembre de 2001 | Socorro              | LINEAR         |
| 194043 - | 2001 SJ98              | 20 de setembre de 2001 | Socorro              | LINEAR         |
| 194044 - | 2001 SV98              | 20 de setembre de 2001 | Socorro              | LINEAR         |
| 194045 - | 2001 SV99              | 20 de setembre de 2001 | Socorro              | LINEAR         |
| 194046 - | 2001 SB100             | 20 de setembre de 2001 | Socorro              | LINEAR         |
| 194047 - | 2001 ST100             | 20 de setembre de 2001 | Socorro              | LINEAR         |
| 194048 - | 2001 SK102             | 20 de setembre de 2001 | Socorro              | LINEAR         |
| 194049 - | 2001 SD105             | 20 de setembre de 2001 | Socorro              | LINEAR         |
| 194050 - | 2001 SF105             | 20 de setembre de 2001 | Socorro              | LINEAR         |
| 194051 - | 2001 SV106             | 20 de setembre de 2001 | Socorro              | LINEAR         |
| 194052 - | 2001 SY106             | 20 de setembre de 2001 | Socorro              | LINEAR         |
| 194053 - | 2001 SX116             | 16 de setembre de 2001 | Socorro              | LINEAR         |
| 194054 - | 2001 SX117             | 16 de setembre de 2001 | Socorro              | LINEAR         |
| 194055 - | 2001 SS118             | 16 de setembre de 2001 | Socorro              | LINEAR         |
| 194056 - | 2001 SW121             | 16 de setembre de 2001 | Socorro              | LINEAR         |
| 194057 - | 2001 SX122             | 16 de setembre de 2001 | Socorro              | LINEAR         |
| 194058 - | 2001 SA123             | 16 de setembre de 2001 | Socorro              | LINEAR         |
| 194059 - | 2001 SY123             | 16 de setembre de 2001 | Socorro              | LINEAR         |
| 194060 - | 2001 SQ125             | 16 de setembre de 2001 | Socorro              | LINEAR         |
| 194061 - | 2001 SS125             | 16 de setembre de 2001 | Socorro              | LINEAR         |
| 194062 - | 2001 SS126             | 16 de setembre de 2001 | Socorro              | LINEAR         |
| 194063 - | 2001 SL128             | 16 de setembre de 2001 | Socorro              | LINEAR         |
| 194064 - | 2001 SG129             | 16 de setembre de 2001 | Socorro              | LINEAR         |
| 194065 - | 2001 SX129             | 16 de setembre de 2001 | Socorro              | LINEAR         |
| 194066 - | 2001 SE130             | 16 de setembre de 2001 | Socorro              | LINEAR         |
| 194067 - | 2001 SQ139             | 16 de setembre de 2001 | Socorro              | LINEAR         |
| 194068 - | 2001 SB140             | 16 de setembre de 2001 | Socorro              | LINEAR         |
| 194069 - | 2001 SP141             | 16 de setembre de 2001 | Socorro              | LINEAR         |
| 194070 - | 2001 SM142             | 16 de setembre de 2001 | Socorro              | LINEAR         |
| 194071 - | 2001 SL144             | 16 de setembre de 2001 | Socorro              | LINEAR         |
| 194072 - | 2001 SO144             | 16 de setembre de 2001 | Socorro              | LINEAR         |
| 194073 - | 2001 SY144             | 16 de setembre de 2001 | Socorro              | LINEAR         |
| 194074 - | 2001 SO145             | 16 de setembre de 2001 | Socorro              | LINEAR         |
| 194075 - | 2001 SW146             | 16 de setembre de 2001 | Socorro              | LINEAR         |
| 194076 - | 2001 SP148             | 17 de setembre de 2001 | Socorro              | LINEAR         |
| 194077 - | 2001 SN149             | 17 de setembre de 2001 | Socorro              | LINEAR         |
| 194078 - | 2001 SW150             | 17 de setembre de 2001 | Socorro              | LINEAR         |
| 194079 - | 2001 SB153             | 17 de setembre de 2001 | Socorro              | LINEAR         |
| 194080 - | 2001 SE156             | 17 de setembre de 2001 | Socorro              | LINEAR         |
| 194081 - | 2001 SM156             | 17 de setembre de 2001 | Socorro              | LINEAR         |
| 194082 - | 2001 SK157             | 17 de setembre de 2001 | Socorro              | LINEAR         |
| 194083 - | 2001 SP159             | 17 de setembre de 2001 | Socorro              | LINEAR         |
| 194084 - | 2001 SP163             | 17 de setembre de 2001 | Socorro              | LINEAR         |
| 194085 - | 2001 SG166             | 19 de setembre de 2001 | Socorro              | LINEAR         |
| 194086 - | 2001 SP167             | 19 de setembre de 2001 | Socorro              | LINEAR         |
| 194087 - | 2001 ST168             | 19 de setembre de 2001 | Socorro              | LINEAR         |
| 194088 - | 2001 SQ171             | 16 de setembre de 2001 | Socorro              | LINEAR         |
| 194089 - | 2001 SE174             | 16 de setembre de 2001 | Socorro              | LINEAR         |
| 194090 - | 2001 SH176             | 16 de setembre de 2001 | Socorro              | LINEAR         |
| 194091 - | 2001 SH182             | 19 de setembre de 2001 | Socorro              | LINEAR         |
| 194092 - | 2001 SG186             | 19 de setembre de 2001 | Socorro              | LINEAR         |
| 194093 - | 2001 SA199             | 19 de setembre de 2001 | Socorro              | LINEAR         |
| 194094 - | 2001 SG201             | 19 de setembre de 2001 | Socorro              | LINEAR         |
| 194095 - | 2001 SS204             | 19 de setembre de 2001 | Socorro              | LINEAR         |
| 194096 - | 2001 SS206             | 19 de setembre de 2001 | Socorro              | LINEAR         |
| 194097 - | 2001 SB207             | 19 de setembre de 2001 | Socorro              | LINEAR         |
| 194098 - | 2001 SV208             | 19 de setembre de 2001 | Socorro              | LINEAR         |
| 194099 - | 2001 SW208             | 19 de setembre de 2001 | Socorro              | LINEAR         |
| 194100 - | 2001 SG210             | 19 de setembre de 2001 | Socorro              | LINEAR         |